# Hirvensalo
Hirvensalo [ˈhirvɛnsɑlɔ] ist eine 12,8 km² große Insel im Schärenmeer vor der Südwestküste Finnlands. Sie gehört zur Stadt Turku und ist unmittelbar deren Stadtzentrum vorgelagert. Von den Inseln Ruissalo im Norden sowie Satava und Kakskerta im Süden ist Hirvensalo ebenfalls nur durch schmale Sunde getrennt. Im Westen liegt die offene Seefläche Airisto.
Hirvensalo war lange dünn besiedelt und mit Laubwäldern bedeckt. Vor allem seit den 1980er Jahren sind auf der Insel neue Wohngebiete entstanden, so dass Hirvensalo einen vorstädtischen Charakter entwickelt hat und heute rund 7000 Einwohner zählt. Hirvensalo gehört zum Stadtbezirk Hirvensalo-Kakskerta und unterteilt sich in die Stadtteile Friskala, Haarla, Illoinen, Jänessaari, Kaistarniemi, Kukola, Lauttaranta, Maanpää, Moikoinen, Oriniemi, Papinsaari, Pikisaari, Särkilahti und Toijainen.
Die erste urkundliche Erwähnung von Hirvensalo stammt aus dem Jahr 1336. Ursprünglich gehörte die Insel als Exklave zur nördlich von Turku gelegenen Gemeinde Maaria. 1944 wurde Hirvensalo nach Turku eingemeindet.